# Thamnotettix alterninervis
Thamnotettix alterninervis är en insektsart som beskrevs av Lethierry 1890. Thamnotettix alterninervis ingår i släktet Thamnotettix och familjen dvärgstritar. Inga underarter finns listade i Catalogue of Life.